# Schronisko PTT pod Pilskiem
Schronisko PTT pod Pilskiem – nieistniejące górskie schronisko turystyczne Polskiego Towarzystwa Tatrzańskiego w Beskidzie Żywieckim pod Pilskiem, w okolicach przełęczy Glinne. Położone na wysokości 809 m n.p.m.

## Historia
W 1923 Oddział Babiogórski Polskiego Towarzystwa Tatrzańskiego uzyskał zgodę Zarządu Dóbr Żywieckich, reprezentującego arcyksięcia Karola Stefana Habsburga, na organizację schroniska turystycznego w stanowiącej ich własność gajówce. Schronisko zainaugurowało działalność w 1924 i posiadało 2 sypialnie z 16 łóżkami oraz 30 miejscami na sianie, na strychu budynku.
Z obiektu prócz Polaków korzystali również niemieccy turyści z Beskidenverein oraz narciarze Wintersportklubu z Bielska.
Obiekt stracił na znaczeniu po uruchomieniu schroniska na Hali Miziowej i został przemianowany na stację turystyczną. Jako funkcjonujący obiekt pojawia się w literaturze turystycznej do 1936.
Budynek istnieje współcześnie, jednak nie jest już związany z obsługą turystów oraz działalnością leśną.